# Susanna Agnelli
Susanna Agnelli, Contessa Rattazzi, född 24 april 1922 i Turin, Italien, död 15 maj 2009 i Rom, var en italiensk politiker, affärskvinna och författare. Agnelli var syster till Giovanni Agnelli och Umberto Agnelli. Hon satt i det italienska parlamentet för Partito Repubblicano Italiano och valdes in i Europaparlamentet 1979. Åren 1995-1996 var hon Italiens första kvinnliga utrikesminister och 1974-1984 var hon borgmästare i kommunen Monte Argentario.

## Biografi
Agnelli var dotter till Edoardo Agnelli och Donna Virginia Bourbon del Monte, en dotter till Prince di San Faustino och hans Kentuckyfödda hustru Jane Campbell. Hennes bror, Gianni Agnelli, var chef för Fiat fram till 1996. Medlemmar av familjen Agnelli är fortfarande de kontrollerande (2022) aktieägarna i företaget. Under andra världskriget arbetade hon ibland som sjuksköterska för Röda korset, och när transporten blev ouppnåelig i efterkrigskaoset använde hon sina kontakter med Fiat och den allierade militären för att för Röda korset upprätta en flotta på fem ambulanser med tio förare för att transportera skadade och sjuka civila.
År 1945 gifte hon sig med greve Urbano Rattazzi (1918–2012), och de fick sex barn varav yngsta är fotografen Priscilla Rattazzi. Äktenskapet upplöstes 1975. Hon delade sin tid mellan New York City och Italien och hon var länge ett lojalt fan av Robert Denning, vid Denning &Fourcade, som designade över 15 hem för henne på Manhattan, i Sydamerika och Italien.
Agnellis självbiografi Vestivamo alla marinara ("Vi bar alltid sjömanskostymer", 1983) var en bästsäljare i Italien.

## Karriär och politiskt arbete
År 1974 fick Agnelli sin första offentliga utnämning, när hon blev borgmästare i Monte Argentario. Hennes farfar och farfarsfar hade varit borgmästare på sin tid. Agnelli var borgmästare i ett decennium, från 1974 till 1984. Erfarenheten inspirerade henne att gå in i nationell politik.
Agnelli valdes in i det italienska parlamentet 1976 för italienska republikanska partiet (PRI). År 1979, fortfarande för PRI, blev hon ledamot av Europaparlamentet, från 1979 till 1981. År 1983 återvände hon till det italienska parlamentet och blev senator.
Kulmen på hennes politiska karriär var hennes utnämning till Italiens första kvinnliga utrikesminister 1995. Hon tjänstgjorde i mer än ett år vilket i efterkrigstidens Italiens bräckliga politik gör henne till en av de mest långvariga innehavarna av ämbetet. Det var först 2013 som Emma Bonino blev nästa kvinna på posten.

## Utmärkelser och hedersbetygelser
- Premio Bancarella, för Vestivamo alla marinara,  1975[10]
- Xirka Ġieħ ir-Repubblika
- Storkorsriddare av Republiken Italiens förtjänstorden
- Perus order för framstående tjänst
- Acquis historiska pris

[Redigera Wikidata]